# Umaro da Bulgária
Umor (em búlgaro:  Умор) ou Umaro (em grego medieval: Οὔμαρος) foi o cã búlgaro em 766. De acordo com a Nominália dos Cãs Búlgaros, Umor reinou por apenas 40 dias em 766 e pertencia ao clã Vokil, o que faz dele um parente dos cãs Vineque e, possivelmente, Cormiso. As fontes bizantinas indicam que seu predecessor, Sabino, teria deixado a Bulgária a cargo de Umor, mas não entram em detalhes sobre seu curto reinado e nem sobre seu destino. Alguns acadêmicos especulam que ele, como seu antecessor, era o campeão do grupo que queria a paz com os bizantinos e que ele pode, como ele, ter fugido para o Império Bizantino.
A compilação do século XVII dos búlgaros do Volga, Ja'far Tarikh, uma obra cuja autenticidade é disputada, apresenta Iumarte (Umor) como sendo o idoso sogro do antigo cã Teles (Teletzes). Segundo esta fonte, Yumart depôs Sain (Sabino) e morreu logo em seguida.